# ウインライト
株式会社ウインライトは、東京都墨田区に本社を置く日本の企業。オンラインゲームの開発・運営を主業務とする。
コンピュータエンターテインメント協会正会員。

## 運営タイトル
フィーチャーフォン、スマートフォンからコンシューマーゲームまで幅広く開発している。
エレメンタルナイツオンライン
マルチデバイスで遊べる3DファンタジーMMORPG。
2018年9月27日よりNintendo Switch™版提供開始
。
ジャンナビ麻雀オンライン
ガラケー×PC×スマートフォン×ニンテンドースイッチ。の、クロスプラットフォーム対戦が目玉の麻雀ゲーム。
セフィロト〜時の世界樹〜
アイディアファクトリー/デザインファクトリーの『緋色の欠片』『薄桜鬼』『ワンド オブ フォーチュン』『猛獣使いと王子様』『AMNESIA』『NORN9 ノルン+ノネット』『十鬼の絆_〜関ヶ原奇譚〜』といったオトメイト作品に登場するキャラクターがカードとなって集結したカードゲーム。。
2022年6月28日にサービス終了。
絵師神の絆
手塚プロダクション監修のもと、アイディアファクトリー株式会社の子会社であるコンパイルハートが制作を手掛けるゲームアプリ。ウインライトが開発協力。配信はルーデル。2019年2月28日【電撃PS】にて新たな「伽羅少女」の紹介が発表される。
2022年9月30日にサービス終了。

## その他の事業
当社はその他に複数のメディア運営も手掛けている。
- 恋のサプリ
- 海外FXやハイアンドロー業者を紹介する「FINANCE X」を運営